# 谷拉河
谷拉河，位于中国云南省东南部和广西壮族自治区西部，是剥隘河右岸支流，上游也称普厅河，发源于云南省文山壮族苗族自治州富宁县新华镇麻里湾，蜿蜒东南流经富宁县城新华镇，归朝镇，在谷拉乡渭莫附近右纳者利河后转东北流，明暗交替流经谷拉乡驻地，向北流入深山峡谷，进入剥隘镇成为云南与广西两省界河，于广西百色市阳圩镇大罗村西南1.5千米处汇入剥隘河。河长162千米，落差1339.7米，流域面积3362平方千米。年均径流量10.06亿立方米。